# Italiens Grand Prix 1990
Italiens Grand Prix 1990 var det tolfte av 16 lopp ingående i formel 1-VM 1990.

## Resultat
1. Ayrton Senna, McLaren-Honda, 9 poäng
2. Alain Prost, Ferrari, 6
3. Gerhard Berger, McLaren-Honda, 4
4. Nigel Mansell, Ferrari, 3
5. Riccardo Patrese, Williams-Renault, 2
6. Satoru Nakajima, Tyrrell-Ford, 1
7. Nelson Piquet, Benetton-Ford
8. Alessandro Nannini, Benetton-Ford
9. Alex Caffi, Arrows-Ford
10. Andrea de Cesaris, BMS Scuderia Italia (Dallara-Ford)
11. Nicola Larini, Ligier-Ford
12. Michele Alboreto, Arrows-Ford (varv 50, snurrade av)
13. Philippe Alliot, Ligier-Ford

### Förare som bröt loppet
- Yannick Dalmas, AGS-Ford (varv 45, för få varv)
- Ivan Capelli, Leyton House-Judd (36, motor)
- Aguri Suzuki, Larrousse (Lola-Lamborghini) (36, elsystem)
- Olivier Grouillard, Osella-Ford (27, hjullager)
- Mauricio Gugelmin, Leyton House-Judd (24, motor)
- Stefano Modena, Brabham-Judd (21, motor)
- Thierry Boutsen, Williams-Renault (18, upphängning)
- Derek Warwick, Lotus-Lamborghini (15, koppling)
- Emanuele Pirro, BMS Scuderia Italia (Dallara-Ford) (14, snurrade av)
- Martin Donnelly, Lotus-Lamborghini (13, motor)
- Eric Bernard, Larrousse (Lola-Lamborghini) (10, koppling)
- Pierluigi Martini, Minardi-Ford (7, upphängning)
- Jean Alesi, Tyrrell-Ford (4, snurrade av)

### Förare som ej kvalificerade sig
- Gabriele Tarquini, AGS-Ford
- Paolo Barilla, Minardi-Ford
- David Brabham, Brabham-Judd
- Bertrand Gachot, Coloni-Ford

### Förare som ej förkvalificerade sig
- Roberto Moreno, EuroBrun-Judd
- Claudio Langes, EuroBrun-Judd
- Bruno Giacomelli, Life